# Constitution russe de 1993
Lire en ligne

À jour : en russe, Version 2008 en anglais, Version 2020 en français et russe; Versions de l'Université de Perpignan (1996; 2008; 2014)

Constitution soviétique de 1977
La Constitution de la fédération de Russie (en russe : Конституция Российской Федерации) actuelle est adoptée par référendum national le 12 décembre 1993. Elle remplace, après la crise constitutionnelle russe de 1993, la constitution soviétique de 1978, en vigueur alors dans la république socialiste fédérative soviétique de Russie.

## Révisions de la Constitution
La constitution de la fédération de Russie est amendée en 2008 de sorte qu'à compter des élections présidentielles de 2012, la durée du mandat du président est portée de 4 à 6 ans. Celle des élus de la Douma est quant à elle portée de 4 à 5 ans. Par la même occasion, un amendement impose au gouvernement de rendre compte de ses activités devant la Douma au moins une fois par an.
En 2009, des modifications sont apportées à la Cour constitutionnelle, instaurant un mode de destitution d'un juge par un vote secret des deux tiers de ses pairs. De plus, les juges perdent au profit du président de la République le pouvoir de nomination du président de la Cour et des vice-présidents (nominations soumises à l'approbation du Conseil de la fédération). La durée des mandats de ces trois postes est fixée à 6 ans.
Selon les articles 65 et 137 de la Constitution, les modifications aux dispositions fixant la composition de la fédération de Russie sont présentées sur la base de la loi constitutionnelle fédérale sur l'admission dans la fédération de Russie et la formation en son sein d'un nouveau sujet de la fédération de Russie et sur la modification du statut juridique-constitutionnel du sujet de la fédération de Russie.[incompréhensible] Ainsi, selon la loi constitutionnelle fédérale 6-ФКЗ du 21 mars 2014 deux nouveaux sujets ont été admis dans la fédération de Russie, à savoir la république de Crimée et Sébastopol, devenue la troisième ville d'importance fédérale après Moscou et Saint-Pétersbourg.
Par le référendum de 2020, plusieurs amendements à la Constitution proposés par le président Vladimir Poutine, bouleversant l'économie générale du texte constitutionnel, sont adoptés avec plus de 78 % des voix. Un amendement prévoit de remettre à zéro le nombre de mandats présidentiels, permettant à Poutine d'être éligible pour deux mandats supplémentaires.

## Préambule
« Nous, peuple multinational de la fédération de Russie, uni par un destin commun sur notre terre, affirmant les droits et libertés de l'homme, la paix civile et la concorde, conservant l'unité de l'État historiquement constituée, nous fondant sur les principes universellement reconnus d'égalité en droit et d'autodétermination des peuples, vénérant la mémoire des ancêtres qui nous ont transmis l'amour et le respect de la Patrie, la foi dans le bien et la justice, faisant renaître l'État souverain de la Russie et rendant intangible son fondement démocratique, visant à assurer le bien-être et la prospérité de la Russie, mus par la responsabilité pour notre Patrie devant les générations présentes et futures, nous reconnaissant comme une part de la communauté mondiale, adoptons la Constitution de la fédération de Russie. »